# Ed Cole
Edward Nicholas Cole (17 septembre 1909 - 2 mai 1977) était un cadre américain de l'industrie automobile pour General Motors.

## Biographie
Cole était le fils d'un producteur laitier. Dans sa jeunesse, il a conçu, construit et vendu des postes de radio faits maison et, à l'adolescence, il est devenu représentant sur le terrain pour un fabricant de tracteurs. Il voulait devenir avocat, mais il a décroché un emploi à temps partiel dans un magasin de pièces automobiles tout en fréquentant le Grand Rapids Community College. Il s'est ensuite inscrit à l'Institut General Motors, où il était membre de la Fraternité Phi Kappa Epsilon (aujourd'hui Pi Kappa Alpha (en)). Peu de temps après, Cole a épousé sa compagne d'enfance, Esther Engman, de sa ville natale. Il a travaillé dans l'ingénierie, s'élevant à la tête d'une équipe (avec Harry Barr (en)) qui a développé le moteur Cadillac V8 (en) de 1949. Il a été brièvement affecté à la direction d'une usine GM à Cleveland, en Ohio, lorsque le directeur général de Chevrolet, Tom Keating, lui a demandé d'être nommé ingénieur en chef.
Il est devenu ingénieur en chef de la division Chevrolet en 1952. Sa tâche la plus importante consistait à développer un nouveau moteur pour la gamme Chevrolet afin de remplacer le Stovebolt Six (en) ; ce nouveau moteur était le V8 à petit bloc de Chevrolet, un succès massif qui est resté en production pendant des décennies. Il a collaboré avec Zora Arkus-Duntov (en) pour revitaliser les premières Corvettes peu performantes, et il a également introduit des avancées en matière d'ingénierie et de conception dans les gammes de voitures et de camions Chevrolet entre 1955 et 1962.
Cole a été promu au poste de directeur général de Chevrolet en 1956. Pendant ces années, Chevrolet a été en tête des ventes, mais avec seulement les voitures haut de gamme. En tant que directeur général de Chevrolet, il a dirigé le développement de la Corvair destinée à pénétrer le marché des voitures compactes. Les fortes ventes initiales de la nouvelle voiture au design radical avec moteur arrière et traction arrière, ont placé Cole en couverture du magazine Time du 5 octobre 1959. Cole a été promu à la tête du groupe de voitures et de camions GM en 1961, puis au poste de vice-président exécutif en 1965 et au poste de président en 1967.
Cole a été ingénieur en chef de la Chevrolet Vega et a dirigé le personnel de conception de GM dans le développement de leur première voiture sous-compacte (en), une voiture de quatre passagers. La persévérance de Cole à faire passer ses projets d'ingénierie avancée à la chaîne de production a donné naissance aux moteurs en aluminium innovants de la Corvair et de la Vega. Il présidera au lancement mouvementé de Vega, qui est lié à un affrontement désastreux entre GM et les Travailleurs Unis de l'Automobile en 1970. Ironiquement, son plus grand triomphe dans le domaine de l'ingénierie a eu lieu la même année. Il a ordonné la réduction des taux de compression des moteurs après 1970, sachant que la réglementation serait plus stricte. Il a supervisé la transition vers l'abandon de l'essence au plomb et a préparé GM pour les pots catalytiques en 1975.
Cole a pris sa retraite de GM en 1974. Il devient ensuite président et PDG de Checker Motors Corporation (en) et président de International Husky, une société de fret aérien. Il est mort à l'âge de 67 ans dans un accident pendant une tempête. Il pilotait son avion privé bimoteur Beagle B.206 série 2 près de Kalamazoo, au Michigan, à environ 80 kilomètres au sud de son lieu de naissance. Cole est devenu membre du Michigan Gamma Chapter de la Tau Beta Pi Engineering Honor Society en 1952. En 1998, Cole a été intronisé à titre posthume dans le Corvette Hall of Fame.
Son fils, David E. Cole, est président émérite du Center for Automotive Research (CAR) à Ann Arbor, au Michigan.
Il a été intronisé au Automotive Hall of Fame en 1977.